# Designação provisória na astronomia
A designação provisória na astronomia é a convenção de nomenclatura aplicada a objetos astronômicos imediatamente após sua descoberta. A designação provisória é geralmente substituída por uma designação permanente uma vez que uma órbita confiável tenha sido calculada. Aproximadamente 47% dos mais de 1.100.000 planetas menores conhecidos permanecem designados provisoriamente, já que centenas de milhares foram descobertos nas últimas duas décadas.

## Planetas menores
O atual sistema de designação provisória de planetas menores (asteroides, centauros e objetos transnetunianos) está em vigor desde 1925. Substituiu várias convenções anteriores, cada uma das quais se tornou obsoleta pelo número crescente de descobertas de planetas menores. Uma designação provisória moderna ou de novo estilo consiste no ano da descoberta, seguido por duas letras e, possivelmente, um número com sufixo.

### Designação provisória de novo estilo
Por exemplo, a designação provisória 2016 EK156 representa o 3910.º corpo identificado entre 1 e 15 de março de 2016:
- 2016 – o primeiro elemento indica o ano da descoberta.
- E – a primeira letra indica a metade do mês da descoberta do objeto naquele ano e vai de A (primeira quinzena de janeiro) a Y (segunda quinzena de dezembro), enquanto as letras I e Z não são usadas (ver tabela abaixo). A primeira metade é sempre do 1.º ao 15.º dia do mês, independentemente do número de dias da segunda "metade". Assim, E indica o período de 1 a 15 de março.[4][5]
- K156 – a segunda letra e um sufixo numérico indicam a ordem de descoberta naquele meio mês. As primeiras 25 descobertas do semestre recebem apenas uma letra (A a Z) sem sufixo, enquanto a letra I não é utilizada (para evitar possíveis confusões com o dígito 1). Como as técnicas modernas geralmente produzem centenas, senão milhares de descobertas por meio mês, o número subscrito é anexado para indicar o número de vezes que as letras de A a Z passaram. O sufixo 156 indica 156 ciclos concluídos (156 ciclos × 25 letras = 3900), enquanto K é a 10.ª posição no ciclo atual. Assim, K156 representa o 3910.º planeta menor descoberto em meio mês.
- A forma compactada de 2016 EK156 é escrita como K16EF6K.

| Primeira letra | Primeira letra | Primeira letra | Primeira letra | Primeira letra | Primeira letra | Primeira letra | Primeira letra | Primeira letra | Primeira letra | Primeira letra | Primeira letra | Primeira letra | Primeira letra | Primeira letra | Primeira letra | Primeira letra | Primeira letra | Primeira letra | Primeira letra | Primeira letra | Primeira letra | Primeira letra | Primeira letra | Primeira letra |
| A              | B              | C              | D              | E              | F              | G              | H              | J              | K              | L              | M              | N              | O              | P              | Q              | R              | S              | T              | U              | V              | W              | X              | Y              | —              |
| -------------- | -------------- | -------------- | -------------- | -------------- | -------------- | -------------- | -------------- | -------------- | -------------- | -------------- | -------------- | -------------- | -------------- | -------------- | -------------- | -------------- | -------------- | -------------- | -------------- | -------------- | -------------- | -------------- | -------------- | -------------- |
| Janeiro        | Janeiro        | Fevereiro      | Fevereiro      | Março          | Março          | Abril          | Abril          | Maio           | Maio           | Junho          | Junho          | Julho          | Julho          | Agosto         | Agosto         | Setembro       | Setembro       | Outubro        | Outubro        | Novembro       | Novembro       | Dezembro       | Dezembro       | —              |
| 1–15           | 16–31          | 1–15           | 16–29          | 1–15           | 16–31          | 1–15           | 16–30          | 1–15           | 16–31          | 1–15           | 16–30          | 1–15           | 16–31          | 1–15           | 16–31          | 1–15           | 16–30          | 1–15           | 16–31          | 1–15           | 16–30          | 1–15           | 16–31          | —              |
| Segunda letra  |                |                |                |                |                |                |                |                |                |                |                |                |                |                |                |                |                |                |                |                |                |                |                |                |
| A              | B              | C              | D              | E              | F              | G              | H              | J              | K              | L              | M              | N              | O              | P              | Q              | R              | S              | T              | U              | V              | W              | X              | Y              | Z              |
| 1              | 2              | 3              | 4              | 5              | 6              | 7              | 8              | 9              | 10             | 11             | 12             | 13             | 14             | 15             | 16             | 17             | 18             | 19             | 20             | 21             | 22             | 23             | 24             | 25             |

| Subscrito | Subscrito | Subscrito | Subscrito | Subscrito | Subscrito | Subscrito | Subscrito | Subscrito | Subscrito | Subscrito | Subscrito | Subscrito | Subscrito | Subscrito |
| Nenhum    | 1         | 2         | 3         | 4         | 5         | 6         | 7         | 8         | 9         | 10        | 11        | 12        | ...       | n         |
| --------- | --------- | --------- | --------- | --------- | --------- | --------- | --------- | --------- | --------- | --------- | --------- | --------- | --------- | --------- |
| 0         | 25        | 50        | 75        | 100       | 125       | 150       | 175       | 200       | 225       | 250       | 275       | 300       |           | 25n       |

Este esquema agora também é usado retrospectivamente para descobertas anteriores a 1925. Para estes, o primeiro dígito do ano é substituído por um A. Por exemplo, A801 AA indica o primeiro objeto descoberto na primeira metade de janeiro de 1801 (1 Ceres).

## Explicações adicionais
- Durante a primeira quinzena de janeiro de 2014, a primeira identificação de planeta menor recebeu a designação provisória 2014 AA. Em seguida, a atribuição continuou até o final do ciclo em 2014 AZ, que por sua vez foi seguido pela primeira identificação do segundo ciclo, 2014 AA1. A atribuição neste segundo ciclo continuou com 2014 AB1, 2014 AC1, 2014 AD1... até 2014 AZ1, e então continuou com 2014 AA2 o primeiro item no terceiro ciclo. Com o início de um novo semestre em 16 de janeiro de 2014, a primeira letra mudou para "B", e a série começou com 2014 BA.
- Uma idiossincrasia desse sistema é que a segunda letra é listada antes do número, embora a segunda letra seja considerada "menos significativa". Isso está em contraste com a maioria dos sistemas de numeração do mundo. Essa idiossincrasia não se verifica, porém, na chamada forma compactada (denominação compactada).
- Uma designação compactada não tem espaços. Também pode usar letras para codificar o ano da designação e o número subscrito. É frequentemente usado em documentos online e eletrônicos. Por exemplo, a designação provisória 2007 TA418 é escrita como K07Tf8A na forma compactada, onde "K07" representa o ano de 2007 e "f8" o número subscrito 418.
- 90377 Sedna, um grande objeto transnetuniano, tinha a designação provisória 2003 VB12, o que significa que foi identificado na primeira quinzena de novembro de 2003 (conforme indicado pela letra "V"), e que foi o 302.º objeto identificado durante esse período, pois 12 ciclos de 25 letras dão 300, e a letra "B" é a segunda posição no ciclo atual.
- As designações de pesquisa não seguem as regras para designações provisórias de novo estilo.
- Por razões técnicas, como limitações ASCII, o sufixo numérico nem sempre é subscrito, mas às vezes "achatado", de modo que 1989 SG1 também pode ser escrito como 1989 SG1.
- Um meio mês muito movimentado foi a segunda quinzena de janeiro de 2015 (letra "B"), que registrou um total de 14.208 novas identificações de planetas menores em maio de 2019. Uma das últimas alocações neste período foi o 2015 BH568 e corresponde à 14.208.ª posição na sequência.[1]

### Designações de pesquisa
Planetas menores descobertos durante a Pesquisa de Palomar-Leiden, incluindo três campanhas subsequentes de troiano, que no total descobriram mais de 4.000 asteroides e troianos de Júpiter entre 1960 e 1977, têm designações personalizadas que consistem em um número (ordem na pesquisa) seguido por um espaço e um dos seguintes identificadores:
- P-L  Pesquisa de Palomar-Leiden (1960-1970)
- T-1  Pesquisa de Palomar-Leiden de troianos (1971)
- T-2  Pesquisa de Palomar-Leiden de troianos (1973)
- T-3  Pesquisa de Palomar-Leiden de troianos (1977)

Por exemplo, o asteroide 6344 P-L é o 6344.º planeta menor na pesquisa original de Palomar-Leiden, enquanto o asteroide 4835 T-1 foi descoberto durante a primeira campanha de troianos. A maioria desses órgãos já recebeu um número e muitos já foram nomeados.

### Designações históricas
Os primeiros quatro planetas menores foram descobertos no início do século XIX, após o que houve um longo intervalo antes da descoberta do quinto. Os astrônomos inicialmente não tinham motivos para acreditar que haveria incontáveis milhares de planetas menores, e se esforçaram para atribuir um símbolo a cada nova descoberta, na tradição dos símbolos usados para os planetas maiores. Por exemplo, 1 Ceres recebeu uma foice estilizada (⚳), 2 Pallas uma lança ou lança estilizada (⚴), 3 Juno um cetro (⚵) e 4 Vesta um altar com fogo sagrado (). Todos tinham várias formas gráficas, algumas de considerável complexidade.
Logo ficou claro, porém, que continuar a atribuir símbolos era impraticável e não fornecia nenhuma ajuda quando o número de planetas menores conhecidos era de dezenas. Johann Franz Encke introduziu um novo sistema no Berliner Astronomisches Jahrbuch (BAJ) de 1854, publicado em 1851, no qual ele usava números circulados em vez de símbolos. O sistema de Encke começou a numeração com Astrea que recebeu o número (1) e passou por (11) Eunomia, enquanto Ceres, Pallas, Juno e Vesta continuaram a ser denotados por símbolos, mas no BAJ do ano seguinte, a numeração foi alterada para que Astraea era o número (5).
O novo sistema encontrou popularidade entre os astrônomos e, desde então, a designação final de um planeta menor é um número indicando sua ordem de descoberta seguido por um nome. Mesmo após a adoção deste sistema, porém, vários outros planetas menores receberam símbolos, incluindo 28 Bellona, a estrela da manhã e lança da irmã marcial de Marte, 35 Leukothea, um antigo farol e 37 Fides, uma cruz latina (). De acordo com o Webster A Dictionary of the English Language, mais quatro planetas menores também receberam símbolos: 16 Psyche, 17 Thetis, 26 Proserpina e 29 Amphitrite. No entanto, não há evidências de que esses símbolos tenham sido usados fora de sua publicação inicial no Astronomische Nachrichten.
134340 Pluto é uma exceção: é um planeta menor de número alto que recebeu um símbolo gráfico com uso astronômico significativo (♇), porque foi considerado um planeta maior em sua descoberta e não recebeu um número de planeta menor até 2006.
Símbolos gráficos continuam a ser usados para alguns planetas menores e atribuídos a alguns maiores recentemente descobertos, principalmente por astrólogos (ver símbolo astronômico e símbolo astrológico). Três centauros, 2060 Chiron, 5145 Pholus e 7066 Nessus, e os outros sete grandes planetas anões transnetunianos, 50000 Quaoar, 90377 Sedna, 90482 Orcus, 136108 Haumea, 136199 Eris, 136472 Makemake e 225088 Gonggong, têm símbolos relativamente padrão entre os astrólogos: os símbolos para Haumea, Makemake e Eris foram ocasionalmente usados na astronomia. No entanto, tais símbolos geralmente não são usados entre os astrônomos.

### Gênese do sistema atual
Várias notações diferentes e esquemas simbólicos foram usados durante a segunda metade do século XIX, mas a forma atual apareceu pela primeira vez na revista Astronomische Nachrichten (AN) em 1892. Novos números foram atribuídos pelo AN ao receber um anúncio de descoberta, e uma designação permanente foi então atribuída uma vez que uma órbita foi calculada para o novo objeto.
A princípio, a designação provisória consistia no ano da descoberta seguido de uma letra indicando a sequência da descoberta, mas omitindo a letra I (historicamente, às vezes o J era omitido). Sob este esquema, 333 Badenia foi inicialmente designado 1892 A, 163 Erigone foi 1892 B, etc. Em 1893, porém, um número crescente de descobertas forçou a revisão do sistema para usar letras duplas, na sequência AA, AB... AZ, BA e assim por diante. A sequência de letras duplas não foi reiniciada a cada ano, de modo que  1894 AQ seguiu 1893 AP e assim por diante. Em 1916, as letras chegaram a ZZ e, em vez de iniciar uma série de designações de letras triplas, a série de letras duplas foi reiniciada com 1916 AA.
Porque às vezes pode decorrer um tempo considerável entre a exposição das chapas fotográficas de uma pesquisa astronômica e a localização real de um pequeno objeto do Sistema Solar nelas (testemunha a história da descoberta de Febe), ou mesmo entre a descoberta real e a entrega da mensagem (de algum observatório distante) para a autoridade central, tornou-se necessário adaptar as descobertas à sequência, até hoje, as descobertas ainda são datadas com base em quando as imagens foram tiradas, e não em quando um humano percebeu que estava olhando para algo novo. No esquema de letras duplas, isso geralmente não era possível, uma vez que as designações eram atribuídas em um ano subsequente. O esquema usado para contornar esse problema era bastante desajeitado e usava uma designação que consistia no ano e uma letra minúscula de maneira semelhante ao antigo esquema de designação provisória para cometas. Por exemplo, 1915 a (observe que há um espaço entre o ano e a letra para distinguir esta designação da antiga designação de cometa 1915a, o primeiro cometa de Mellish de 1915), 1917 b. Em 1914, as designações do ano de forma mais a letra grega foram usadas além disso.

### Designações temporárias de planetas menores
Designações temporárias são designações personalizadas dadas por um observador ou observatório de descoberta antes da atribuição de uma designação provisória pelo Minor Planet Center (MPC). Essas designações intrincadas foram usadas antes da Era Digital, quando a comunicação era lenta ou mesmo impossível (por exemplo, durante a Primeira Guerra Mundial). As designações temporárias listadas por observatório/observador usam letras maiúsculas e minúsculas (LETRA, letra), dígitos, números e anos, bem como algarismos romanos (ROM) e letras gregas (grego).
| Observatório                          | Designação temporária  | Exemplos                 |
| ------------------------------------- | ---------------------- | ------------------------ |
| Algiers Obs.                          | Alger LETRA            | Alger A, Alger CM        |
| Algiers Obs.                          | Alg LETRA              | Alg A, Alg CM            |
| Alma-Ata                              | Alma-Ata [Nr.] número  | Alma-Ata Nr. 1           |
| Alma-Ata                              | ano A número           | 1952 A1, A1              |
| Arequipa                              | Arequipa letra         | Arequipa a               |
| Arequipa                              | Areq letra             | Areq a                   |
| Arequipa                              | Arequipa número        | Arequipa 17              |
| Arequipa                              | Areq número            | Areq 17                  |
| Belgrade Obs.                         | ano letra [(Beograd)]  | 1956 x (Beograd), 1956 x |
| Belgrade Obs.                         | letra                  | x                        |
| Lowell Obs. (Flagstaff)               | A número               | A0, A7                   |
| Heidelberg Obs.                       | Wolf [Nr.] número      | Wolf Nr. 18, Wolf 18     |
| Heidelberg Obs.                       | Wolf letra             | Wolf u                   |
| Heidelberg Obs.                       | Wolf grego             | Wolf alpha               |
| Heidelberg Obs.                       | Heid número            | Heid 1, Heid 234         |
| Johannesburg Obs.                     | LETRA                  | A, E                     |
| Johannesburg Obs.                     | G número               | G 1, G 21                |
| Johannesburg Obs.                     | T número               | T 9, T 16                |
| Kyoto-Kwasan                          | número                 | 1, 6                     |
| Kyoto-Kwasan                          | letra                  | d                        |
| La Plata Obs.                         | [La Plata] ano ROM     | La Plata 1951 I, 1951 I  |
| La Plata Obs.                         | [La Plata] ano LETRA   | La Plata 1950 G, 1950 G  |
| Lick                                  | [Asteroid] LETRA       | Asteroid B, B            |
| Mount Wilson Obs.                     | [Asteroid] LETRA       | Asteroid A, A            |
| Mount Wilson Obs.                     | LETRA                  | D                        |
| Purple Mountain Obs. (Nanking)        | P.O. número            | P.O. 32, P.O. 189        |
| Purple Mountain Obs. (Nanking)        | PO número              | PO 32, PO 189            |
| Crimean Astrophysical Obs. (Nauchnij) | N número               | N1                       |
| Crimean Astrophysical Obs. (Nauchnij) | K número               | K1, K3423                |
| Simeiz Obs.                           | [1942] SIGMA K número  | 1942 SIGMA K1, SIGMA K1  |
| Simeiz Obs.                           | [1942] SIG K número    | 1942 SIG K1, SIG K1      |
| Simeiz Obs.                           | sigma número           | sigma 1, sigma 229       |
| Taunton Obs.                          | Taunton dígito         | Taunton 83               |
| Tokyo-Mitaka                          | Tokyo LETRA            | Tokyo B                  |
| Tokyo-Mitaka                          | Tokyo letra            | Tokyo b                  |
| Tokyo-Mitaka                          | Tokyo número           | Tokyo 20                 |
| Tokyo-Mitaka                          | Tokyo ano LETRA        | Tokyo 1954 D             |
| Turku Obs.                            | T- número              | T-1, T-774               |
| Uccle Obs.                            | letra [(Uccle)]        | p (Uccle), p             |
| Uccle Obs.                            | letra número [(Uccle)] | x2 (Uccle), x2           |
| Uccle Obs.                            | [ ano] U número        | 1945 U 12, U 12          |
| Washington                            | ano W dígito           | 1917 W 15, 1923 W 21     |
| Yerkes Obs.                           | Y.O. número            | Y.O. 23                  |
| Yerkes Obs.                           | YO número              | YO 23                    |

## Cometas
O sistema usado para cometas era complexo antes de 1995. Originalmente, o ano era seguido por um espaço e depois por um numeral romano (indicando a sequência da descoberta) na maioria dos casos, mas sempre surgiam dificuldades quando um objeto precisava ser colocado entre descobertas anteriores. Por exemplo, após o Cometa 1881 III e o Cometa 1881 IV poderem ser relatados, um objeto descoberto entre as datas de descoberta, mas relatado muito mais tarde, não poderia ser designado como "Cometa 1881 III½". Mais comumente, os cometas eram conhecidos pelo nome do descobridor e pelo ano. Um esquema alternativo também listou os cometas em ordem de tempo de passagem do periélio, usando letras minúsculas; assim, o "Cometa Faye" (designação moderna 4P/Faye) foi o Cometa 1881 I (primeiro cometa a passar pelo periélio em 1881) e o Cometa 1880c (terceiro cometa a ser descoberto em 1880).
O sistema desde 1995 é semelhante à designação provisória de planetas menores. Para os cometas, a designação provisória consiste no ano da descoberta, um espaço, uma letra (ao contrário dos planetas menores com dois) indicando a metade do mês da descoberta dentro desse ano (A=primeira quinzena de janeiro, B=segunda quinzena de janeiro, etc. pulando I (para evitar confusão com o número 1 ou o numeral I) e não alcançando Z), e finalmente um número (não subscrito como com planetas menores), indicando a sequência de descoberta dentro do meio mês. Assim, o oitavo cometa descoberto na segunda quinzena de março de 2006 receberia a designação provisória de 2006 F8, enquanto o décimo cometa do final de março seria 2006 F10.
Se um cometa se divide, seus segmentos recebem a mesma designação provisória com uma letra sufixada A, B, C, ..., Z, AA, AB, AC...
Se um objeto é originalmente encontrado como asteroidal, e mais tarde desenvolve uma cauda cometária, ele retém sua designação de asteroide. Por exemplo, o planeta menor 1954 PC acabou sendo o cometa Faye e, portanto, temos "4P/1954 PC" como uma das designações do referido cometa. Da mesma forma, o planeta menor 1999 RE70 foi reclassificado como um cometa e, como foi descoberto pela LINEAR, agora é conhecido como 176P/LINEAR (LINEAR 52) e (118401) LINEAR.
Designações provisórias para cometas são dadas de forma condensada ou "compactada" da mesma maneira que planetas menores. 2006 F8, se for um cometa periódico, seria listado no IAU Minor Planet Database como PK06F080. O último caractere é propositalmente um zero, pois isso permite que as designações de cometa e planeta menor não se sobreponham.

### Cometas periódicos
Os cometas recebem um dos quatro prefixos possíveis como uma classificação aproximada. O prefixo "P" (como em, por exemplo, P/1997 C1, também conhecido como Cometa Gehrels 4) designa um "cometa periódico", aquele que tem um período orbital inferior a 200 anos ou que foi observado durante mais de um único passagem do periélio (por exemplo, 153P/Ikeya-Zhang, cujo período é de 367 anos). Eles recebem um prefixo de número permanente após sua segunda passagem observada no periélio (ver Lista de cometas periódicos).

### Cometas não-periódicos
Os cometas que não cumprem os requisitos "periódicos" recebem o prefixo "C" (por exemplo, C/2006 P1, o Grande Cometa de 2007). Os cometas inicialmente rotulados como "não-periódicos" podem, no entanto, mudar para "P" se mais tarde cumprirem os requisitos.
Os cometas que foram perdidos ou se desintegraram têm o prefixo "D" (por exemplo, D/1993 F2, Cometa Shoemaker-Levy 9).
Finalmente, os cometas para os quais nenhuma órbita confiável pode ser calculada, mas são conhecidos a partir de registros históricos, são prefixados com "X", como em, por exemplo, X/1106 C1. (Veja também Lista de cometas não-periódicos e Lista de cometas hiperbólicos.)

## Satélites e anéis de planetas
Quando satélites ou anéis são descobertos pela primeira vez, eles recebem designações provisórias como "S/2000 J 11" (o 11.º novo satélite de Júpiter descoberto em 2000), "S/2005 P 1" (o primeiro novo satélite de Plutão descoberto em 2005), ou "R/2004 S 2" (o segundo novo anel de Saturno descoberto em 2004). A inicial "S/" ou "R/" significa "satélite" ou "anel", respectivamente, distinguindo a designação dos prefixos "C/", "D/", "P/" e "X/" utilizados para cometas. Essas designações às vezes são escritas como "S/2005 P1", eliminando o segundo espaço.
O prefixo "S/" indica um satélite natural e é seguido por um ano (usando o ano em que a imagem da descoberta foi adquirida, não necessariamente a data da descoberta). Um código de uma letra escrito em letras maiúsculas identifica o planeta como J e S para Júpiter e Saturno, respectivamente (veja também lista de abreviações de uma letra) e, em seguida, um número identifica sequencialmente a observação. Por exemplo, Náiade, a satélite mais interna de Netuno, foi inicialmente designada como "S/1989 N 6". Mais tarde, uma vez que sua existência e órbita foram confirmadas, recebeu sua designação completa, "Netuno III Naiad".
O sistema de numeração romano surgiu com a primeira descoberta de satélites naturais além da Lua da Terra: Galileu referiu-se às luas galileanas como I a IV (contando de Júpiter para fora), em parte para contrariar seu rival Simon Marius, que havia proposto os nomes agora adotado. Esquemas de numeração semelhantes surgiram naturalmente com a descoberta de luas em torno de Saturno e Urano. Embora os números inicialmente designassem as luas em sequência orbital, novas descobertas logo falharam em se adequar a esse esquema (por exemplo, "Júpiter V" é Amalteia, que orbita mais perto de Júpiter do que Io). A convenção não declarada tornou-se então, no final do século XIX, que os números refletiam mais ou menos a ordem da descoberta, exceto por exceções históricas anteriores (veja também Cronologia de descobertas de planetas do Sistema Solar e seus satélites). A convenção foi estendida a satélites naturais de planetas menores, como "(87) Sylvia I Romulus".

## Satélites de planetas menores
O sistema de designação provisória para satélites de planetas menores, como luas de asteroides, segue aquele estabelecido para os satélites dos planetas maiores. Com planetas menores, o código da letra do planeta é substituído pelo número do planeta menor entre parênteses. Assim, a primeira lua observada de 87 Sylvia, descoberta em 2001, foi inicialmente designada S/2001 (87) 1, recebendo posteriormente sua designação permanente de (87) Sylvia I Romulus. Onde mais de uma lua foi descoberta, os algarismos romanos especificam a sequência da descoberta, de modo que a segunda lua de Sylvia é designada (87) Sylvia II Remus.
Desde que Plutão foi reclassificado em 2006, as descobertas de luas plutonianas desde então seguem o sistema de planetas menores: assim, Nix e Hidra, descobertos em 2005, eram S/2005 P 2 e S/2005 P 1, mas Cérbero e Estige, descobertos em 2011 e 2012, respectivamente, foram S/2011 (134340) 1 e S/2012 (134340) 1. Dito isto, houve algum uso não oficial dos formatos "S/2011 P 1" e "S/2012 P 1".

## Designação compactada
As designações compactadas são usadas em documentos online e eletrônicos, bem como em bancos de dados.

### Designação compactada de planeta menor
O Orbit Database (MPCORB) do Minor Planet Center (MPC) usa o "formato compactado" para se referir a todos os planetas menores designados provisoriamente. A idiossincrasia encontrada nas designações provisórias de novo estilo não existe mais neste sistema de notação compactada, pois a segunda letra agora é listada após o número subscrito ou seu código equivalente de 2 dígitos. Para uma introdução sobre designações provisórias de planetas menores na forma "descompactada", consulte § Designação provisória de novo estilo.

### Designações provisórias compactadas
O sistema de designações provisórias compactadas de planetas menores:
- usa exatamente 7 caracteres sem espaços para todas as designações
- compacta anos de 4 dígitos em um código de 3 caracteres, por exemplo 2014 é escrito como K14 (veja as tabelas abaixo)
- converte todos os números subscritos em um código de 2 caracteres (00 é usado quando não há subscrito seguinte, 99 é usado para subscrito 99, A0 é usado para subscrito 100 e A1 é usado para 101)
- o código subscrito de 2 caracteres compactado é colocado entre a letra de meio mês e a segunda letra (ordem de descoberta) (por exemplo, 2016 EK102 tem ordem de descoberta K102, portanto, os últimos três caracteres para seu formulário compactado são A2K)

Ao contrário do sistema de novo estilo, a letra "i" é usada na forma compactada tanto para o ano quanto para o sufixo numérico. O sistema de compactação fornece letras maiúsculas e minúsculas para codificar até 619 "ciclos". Isso significa que 15.500 designações ( = 619×25 + 25) podem ser compactados em meio mês, o que é algumas vezes mais do que as designações atribuídas mensalmente nos últimos anos.

#### Exemplos:
1. 1995 XA é escrito como J95X00A
2. 1995 XL1 é escrito como J95X01L
3. 2016 EK156 é escrito como K16EF6K
4. 2007 TA418 é escrito como K07Tf8A

#### Descrição
1. O ano de 1995 é compactado para J95. Como não tem número subscrito, 00 é usado como espaço reservado e colocado diretamente após a letra "X" de meio mês.
2. O ano de 1995 é compactado para J95. O número subscrito "1" é preenchido com 01 para manter o comprimento de 7 caracteres e colocado após a primeira letra.
3. O ano de 2016 é compactado para K16. O número subscrito "156" excede 2 dígitos e é convertido para F6, (ver tabela abaixo)
4. O ano de 2007 é compactado para K07. O número subscrito "418" excede 2 dígitos e é convertido para f8, (ver tabela abaixo)

#### Tabelas de conversão
| Compactando os dois primeiros dígitos do ano | Compactando os dois primeiros dígitos do ano | Compactando os dois primeiros dígitos do ano | Compactando os dois primeiros dígitos do ano | Compactando os dois primeiros dígitos do ano |
| I                                            | J                                            | K                                            | L                                            | ...                                          |
| -------------------------------------------- | -------------------------------------------- | -------------------------------------------- | -------------------------------------------- | -------------------------------------------- |
| 1800s                                        | 1900s                                        | 2000s                                        | 2100s                                        | ...                                          |

| Compactando números subscritos de 3 dígitos | Compactando números subscritos de 3 dígitos | Compactando números subscritos de 3 dígitos | Compactando números subscritos de 3 dígitos | Compactando números subscritos de 3 dígitos | Compactando números subscritos de 3 dígitos | Compactando números subscritos de 3 dígitos | Compactando números subscritos de 3 dígitos | Compactando números subscritos de 3 dígitos | Compactando números subscritos de 3 dígitos | Compactando números subscritos de 3 dígitos | Compactando números subscritos de 3 dígitos | Compactando números subscritos de 3 dígitos | Compactando números subscritos de 3 dígitos | Compactando números subscritos de 3 dígitos | Compactando números subscritos de 3 dígitos | Compactando números subscritos de 3 dígitos | Compactando números subscritos de 3 dígitos |
| A                                           | B                                           | C                                           | D                                           | E                                           | F                                           | G                                           | H                                           | I                                           | J                                           | K                                           | L                                           | M                                           | N                                           | O                                           | P                                           | Q                                           | R                                           |
| ------------------------------------------- | ------------------------------------------- | ------------------------------------------- | ------------------------------------------- | ------------------------------------------- | ------------------------------------------- | ------------------------------------------- | ------------------------------------------- | ------------------------------------------- | ------------------------------------------- | ------------------------------------------- | ------------------------------------------- | ------------------------------------------- | ------------------------------------------- | ------------------------------------------- | ------------------------------------------- | ------------------------------------------- | ------------------------------------------- |
| 100s                                        | 110s                                        | 120s                                        | 130s                                        | 140s                                        | 150s                                        | 160s                                        | 170s                                        | 180s                                        | 190s                                        | 200s                                        | 210s                                        | 220s                                        | 230s                                        | 240s                                        | 250s                                        | 260s                                        | 270s                                        |
| S                                           | T                                           | U                                           | V                                           | W                                           | X                                           | Y                                           | Z                                           | a                                           | b                                           | c                                           | d                                           | e                                           | f                                           | g                                           | h                                           | i                                           | j                                           |
| 280s                                        | 290s                                        | 300s                                        | 310s                                        | 320s                                        | 330s                                        | 340s                                        | 350s                                        | 360s                                        | 370s                                        | 380s                                        | 390s                                        | 400s                                        | 410s                                        | 420s                                        | 430s                                        | 440s                                        | 450s                                        |
| k                                           | l                                           | m                                           | n                                           | o                                           | p                                           | q                                           | r                                           | s                                           | t                                           | u                                           | v                                           | w                                           | x                                           | y                                           | z                                           |                                             |                                             |
| 460s                                        | 470s                                        | 480s                                        | 490s                                        | 500s                                        | 510s                                        | 520s                                        | 530s                                        | 540s                                        | 550s                                        | 560s                                        | 570s                                        | 580s                                        | 590s                                        | 600s                                        | 610s                                        |                                             |                                             |

Os cometas seguem o esquema de planetas menores para seus primeiros quatro caracteres. O quinto e o sexto caracteres codificam o número. O sétimo caractere geralmente é 0, a menos que seja um componente de um cometa dividido, caso em que ele codifica em letras minúsculas a letra do fragmento.

#### Exemplos:
1. 1995 A1 é escrito como J95A010
2. 1995 P1-B é escrito como J95P01b (ou seja, fragmento B do cometa 1995 P1)
3. 2088 A103 é escrito como K88AA30 (como o número subscrito excede dois dígitos e é convertido de acordo com a tabela acima).

Há também uma forma estendida que adiciona cinco caracteres à frente. O quinto caractere é um dos "C", "D", "P" ou "X", de acordo com o status do cometa. Se o cometa for periódico, os primeiros quatro caracteres são o número do cometa periódico (preenchido à esquerda com zeros); caso contrário, eles estão em branco.
Os satélites naturais usam o formato para cometas, exceto que a última coluna é sempre 0.

### Designações de pesquisa compactadas
As designações de pesquisa usadas durante o Pesquisa Palomar-Leiden (PLS) têm uma forma compacta mais simples, como por exemplo:
- 6344 P-L é escrito como PLS6344
- 4835 T-1 é escrito como T1S4835
- 1010 T-2 é escrito como T2S1010
- 4101 T-3 é escrito como T3S4101

Observe que as designações de pesquisa se distinguem das designações provisórias por terem a letra S no terceiro caractere, que contém um dígito decimal em designações provisórias e números permanentes.

### Designações compactadas permanentes
Também existe um formulário compactado para designações permanentes (estes são planetas menores numerados, com ou sem nome). Nesse caso, apenas o número da designação é usado e convertido em uma cadeia de 5 caracteres. O restante da designação permanente é ignorado. Números de planetas menores abaixo de 100.000 são simplesmente preenchidos com zeros para 5 dígitos do lado esquerdo. Para planetas menores acima de 100.000, uma única letra (A-Z e a-z) é usada, semelhante ao número subscrito provisório (ver também a tabela acima):
- A abrange o intervalo de número 100.000 a 109.999
- B abrange o intervalo de número 110.000 a 119.999
- a abrange o intervalo de número 360.000 a 369.999
- z abrange o intervalo de número 610.000 a 619.999

#### Exemplos:
- 00001 codifica 1 Ceres
- 99999 codifica (99999) 1981 FP
- A0000 codifica 100000 Astronautica, (como A0= 100K)
- A9999 codifica (109999) 2001 SZ62 (como A9= 109K)
- B0000 codifica (110000) 2001 SM63 (como B0= 110K)
- G3693 codifica 163693 Atira (como G3= 163K)
- Y2843 codifica 342843 Davidbowie (como Y2= 342K)
- g0356 codifica 420356 Praamzius (como g0= 420K)

Este sistema permite a compressão de números até 619.999 (z9999). Em novembro de 2021, a lista de planetas menores já continha 607.011 objetos. Para planetas menores com número igual ou superior a 620.000, um til "~" será usado como primeiro caractere. Os 4 caracteres subsequentes codificados em Base62 (usando 0-9, depois A-Z e a-z, nesta ordem específica) são usados para armazenar a diferença do número do objeto menos 620.000. Este sistema estendido permitirá a codificação de mais de 15 milhões de números de planetas menores. Por exemplo:
- (620000) será representado como ~0000 (620.000 − 620.000 = 0 = 0 × 623 + 0 × 622 + 0 × 621 + 0 × 620)
- (620061) será representado como ~000z (620.061 − 620.000 = 61 = 0 × 623 + 0 × 622 + 0 × 621 + 61 × 620)
- (3140113) será representado como ~AZaz (3.140.113 − 620.000 = 2.520.113 = 10 × 623 + 35 × 622 + 36 × 621 + 61 × 620)
- (15396335) será representado como ~zzzz (15.396.335 − 620.000 = 14.776.335 = 61 × 623 + 61 × 622 + 61 × 621 + 61 × 620)

Para os cometas, as designações permanentes só se aplicam aos cometas periódicos que retornam. Os primeiros quatro caracteres são o número do cometa (preenchido à esquerda com zeros). O quinto caractere é "P", a menos que o cometa periódico seja perdido ou extinto, caso em que é "D".
Para satélites naturais, as designações compactadas permanentes assumem a forma da letra do planeta, depois três dígitos contendo o numeral romano convertido (preenchido à esquerda com zeros) e, finalmente, um "S". Por exemplo, Jupiter XIII Leda é J013S e Netuno II Nereida é N002S.